# رخصة علم التصميم
رخصة علم التصميم هي رخصة حقوق متروكة لأي نوع من المحتوى المجاني مثل النصوص والصور والموسيقى. على عكس التراخيص مفتوحة المصدر الأخرى، كان المقصود برخصة علم التصميم أن يتم استخدامه في أي نوع من الأعمال المحمية بحقوق النشر، بما في ذلك الوثائق وكود المصدر. كانت أول رخصة حقوق متروكة معممة. تمت كتابة رخصة علم التصميم من قبل مايكل ستوتز.
ظهرت رخصة علم التصميم في التسعينيات، قبل تشكيل المشاع الإبداعي.  بمجرد وصول المشاع الإبداعي، اعتبر ستوتز تجربة رخصة علم التصميم أكثر من ولم يعد يوصي باستخدامه.

## روابط خارجية
- Copy of the Design Science License